# BASF
BASF（ビーエーエスエフ、独: BASF SE）は、ドイツ南西部のルートヴィヒスハーフェン・アム・ラインに本社を置き、150年の歴史を持つ世界最大の総合化学メーカーである。フランクフルト証券取引所、ロンドン証券取引所上場企業（FWB: BAS、LSE: BFA）。スイス証券取引所にも上場しており、ニューヨーク証券取引所、東京証券取引所にもかつて上場していた。

## 概要
カール・ボッシュがハーバー・ボッシュ法を発明した老舗である。第二次世界大戦前はバイエル、ヘキスト（現サノフィ・アベンティス）と共にIG・ファルベンを構成した事業体の一つであり、分割後もドイツ三大化学メーカーの一角を占めていた。主力製品は伝統的な化学品・農業関連製品にとどまらない。戦後、石油・ガス事業へも進出した。今ではプラスチック製品・高機能製品も生産する。BASFのレパートリーはドイツの化学会社でも特に多い。かつては医薬品部門（Knoll AG）も傘下に収めていたが、米国アボット・ラボラトリーズに売却し、現在は扱っていない。2011年度の売上高は735億ユーロ（約8.2兆円）で、85億ユーロ（約9,400億円）を超える特別項目控除前EBITを計上。従業員数11万1千人を超える、世界有数の巨大企業グループである。
「BASF」とは創業時の社名「Badische Anilin - u. Soda -Fabrik」の頭文字を取った略称である。創業者であるフリードリヒ・エンゲルホルンが事業立上げ当初にSoda（炭酸ナトリウム）を産し、「バーデンアニリンソーダ化工」と名乗った。1973年以降はこの略称であるBASF（ベーアーエスエフ）を正式な社名としている。日本では一般に「バスフ」と読まれることも多く、傘下のレコードレーベル（後述）の日本国内盤（1970年代中期時点ではテイチクが発売）にも「バスフレコード」のカナ表記が見られたが、正式な読みは「ビーエーエスエフ」である。ただし、中国においては「巴斯夫（バスフ、Bāsīfū）」を現地での社名としている。

## 沿革
- 1865年 - フリードリヒ・エンゲルホルンが、ドイツのマンハイムに旧バーディシェ・アニリン・ウント・ゾーダ・ファブリーク (BASF) として創立[3]。
- 1869年 - ウィリアム・パーキンに先んじて、ハインリヒ・カロがBASFでアリザリンの商業生産法を開発した。
- 1880年 - ルブラン法によるソーダ生産をソルベー法に切り替え。
- 1890年 - 鉛室法による硫酸生産を接触法に切り替え。
- 1906年 - ハーバー・ボッシュ法を開発した。
- 1913年 - オッパウ工場でアンモニア生産を開始[3]。
- 1921年 - オッパウ工場で爆発事故（オッパウ大爆発）が発生。
- 1925年 - バイエルやヘキストなどの化学工業会社とともに合同し、IG・ファルベン (IG Farben) が成立する[3]。
- 1935年 - IG・ファルベンとAEGがオープンリールを初めて開発した。
- 1952年 - IG・ファルベンが解体され、新バーディシェ・アニリン・ウント・ゾーダ・ファブリーク（BASF）として再発足[3]。またロイヤル・ダッチ・シェルと提携し、合弁でライニッシェ・オレフィンを設立した。
- 1968年 - ヘルボルを買収した。
- 1969年 - ウィンターシャルとWyandotte Chemicals Co. を買収した[3]。
- 1975年 - ドラッグストアのブーツと医薬品のKnoll AGを買収した[3]。
- 1990年 - 東ドイツ人民公社のSynthesewerk Schwarzheide を支配した[3]。
- 1999年 - ヘルボルをアクゾノーベルへ売却した。
- 2001年 - サプライチェーン・マネジメントにエレミカ（Elemica）というクラウドサービスを採用した[3][注釈 2]。
- 2008年1月14日 - BASFはドイツの株式会社法に基づく株式会社（Aktiengesellschaft, AG）から欧州会社 (Societas Europaea, SE) に生まれ変わり、社名を BASF Aktiengesellschaft (BASF AG) から BASF SE に変更した。
- 同年9月15日 - 元チバガイギー社の一部事業を買収した。
- 2016年10月18日 - ルートウィヒスハーフェンの本社工場で火災が発生し、少なくとも2人が死亡、6人が重傷を負い、さらに6人が行方不明となった。この火災が、配合飼料やサプリメント等の価格高騰を引き起こした。
- 2018年8月1日 - バイエルの一部事業を買収[5]。同社のモンサント買収に伴うもの。
- 2020年12月 - 出光興産との合弁会社であるBASF出光における1,4-ブタンジオールの生産を終了。その後、BASFと出光興産の合弁契約も解消[6]。
- 2023年10月 - スバンテ、炭素回収市場に向けた先進MOF吸着剤の商用供給契約をBASFと締結。[7]

## ウィンターシャル買収
一昨年より相手方の総会屋に手を焼きながら、1969年にBASFはウィンターシャルを完全買収した。
ウィンターシャルは同族経営の鉱業コングロマリットであり、年総売上高は15億ドイツマルクにのぼった。その2/3は石油・天然ガスの採掘・精製に、また残り1/3は年採掘量100万トン（ドイツ産出量の半分）というカリウム肥料に由来した。ウィンターシャルの石油採掘量はドイツの年総採掘量120万トンの14％を占めた。また、保有する天然ガス田はドイツの確定埋蔵量の26％を占めた。石油精製能力はドイツ全体の7％以上であった。リンゲンではシェルやエッソと、マンハイムではマラソン・オイルと、共同生産していた。さらにアルザスでペック・リン（PEC-Rhin）と合弁の肥料工場をつくったばかりだった。
ウィンターシャルは資産として、給油チェーン アラル株の15％、グアノ・ワークス（Guano Works）株の90％、ゲヴェルクシャフト・ヴィクター株の50％などを保有していた。BASFにとり脅威であったが、BASFが経済力集中排除法の適用を事実上免れたのに対し、ウィンターシャルは国外金融市場から資金調達を制限されていた。ウィンターシャルには持株会社が二つあった。ゲヴェルクシャフト・ウィンターシャルと、ゲヴェルクシャフト・テア（Gewerkschaft Thea）が、CUXEというハンザ同盟時代の単位で保有していた。創業者アウグスト・ロスタークが孫は生まれないと思い、株式資本の50％強である無議決権株をウィンターシャルへ1975年までに譲るという法律行為をしてあった。しかし息子ハインツが再婚して後継者に恵まれたので、法律行為の無効を不毛にも会社と争わんとした。クヴァント家がテア株の1/3を保有する立場から、BASFによる買収を仲介し法律問題を回避したとみられている。ハインツは総株式の50％強を手放す代わりに、12CUXEと現金40万ポンドを得て議決権を留保した。

## 日本での活動
かつては出光興産、三菱化学、三井化学、武田薬品工業や日油との合弁事業も行っていた。
現在は日本法人BASFジャパンの他、イノアックコーポレーション、住友金属鉱山や戸田工業との合弁会社も設立している。
1970年代からカセットテープを発売していたが、既に撤退した。なお、磁気テープの初期開発段階において、ベースとなるアセテート樹脂の開発を主導したことから「磁気テープはBASF社が開発した」と言われることがある（テープレコーダ#歴史を参照）。カセットテープは同じドイツの同業者であるアグフア・ゲバルト (Agfa-Gevaert) にOEM供給された。 また、1980年頃までは音楽レコードの制作を行っていた時期もあり、日本ではテイチク（現・テイチクエンタテインメント）のクラシック部門レーベルとしてルドルフ・ケンペ、ローベルト・シュトルツ、コレギウム・アウレウム合奏団などの録音が数多く発売された。